# Bílence
Bílence (německy Bielenz) jsou obec v Ústeckém kraji v okrese Chomutov. Nachází se v Mostecké pánvi 7,5 kilometru jihovýchodně od Chomutova. Obec se skládá ze tří částí: Bílenců, Voděrad a Škrle, v nichž žije 255 obyvatel.
V samotných Bílencích bydlí okolo 120 lidí. První písemná zmínka o nich pochází z poloviny čtrnáctého století. Přibližně do třicetileté války vesnice tvořila samostatné panství, ale později bývala součástí větších majetků. Převažujícím zdrojem obživy obyvatel bývalo zemědělství. Po druhé světové válce klesl počet obyvatel na třetinu předválečného počtu a zánik hrozil celé vesnici, protože na její místo měla zasahovat Velemyšleveská výsypka. Z jejího budování sešlo, a od posledního desetiletí dvacátého století se celá obec opět začala rozvíjet.

## Název
Název vesnice je odvozen z osobního jména Bielen ve významu ves Bílenců. V historických listinách se jméno vyskytuje ve tvarech: in Bielencz (1355), Bielenecz (1386), v Bielenicích (1525), w Bylinczych (1545), na Bileniczych (1614), Bilenz, Bielenz nebo Bielenicze (1787) a Bílence (1854).

## Historie
První písemná zmínka o vesnici pochází z roku 1355, kdy zde sídlil Jindřich z Bílenců. Roku 1370 se zdejší kostel stal farním a o podací právo se roku 1386 dělil Jindřich z Bílenců s blažimským farářem Jindřichem. Dalším majitelem vesnice byl roku 1395 Bořita z Pšovlk na Voděradech a po něm Vilém Rous, jehož vdova Markéta roku 1405 ve zdejším kostele zřídila nový oltář. Vesnici však po Vilémovi zdědil Václav Rous z Moravěvsi a Byčen z Cítova.
Po celou dobu od čtrnáctého století ve vsi pravděpodobně stávala tvrz, písemně doložená až roku 1510, kdy Byčenův potomek Jan z Cítova poddaným ze Všestud na červenohrádeckém panství prodal 83,2 strychů polí s tím, že budou bíleneckému statku odvádět peněžní a naturální dávky a v době žní odpracují deset dní roboty ročně. Všestudští tuto povinnost plnili ještě v osmnáctém století. Po Janovi Bílence získala Kateřina z Chrámců, která vesnici roku 1541 přenechala Albrechtovi z Močidlan, ale sama v ní žila až do roku 1556. Někdy v té době došlo v Bílencích k židovskému pogromu.
Albrecht z Močidlan zemřel před rokem 1557. Už roku 1543 nechal Bílence zapsat své manželce Kateřině z Hartenberku. Měli dceru Kateřinu, která se provdala za Cyrila Satanéře z Drahovic a podruhé za Václava Horu z Ocelovic. Roku 1570 (nebo 1571) prodala bílenecký statek Adamu Štampachovi ze Štampachu a přestěhovala se do Nového Sedla. Nejspíš roku 1572 vesnici koupil Havel Hrobčický z Hrobčic. Už za jeho života v Bílencích sídlil Havlův nejstarší syn Ladislav Hrobčický z Hrobčic a po otcově smrti, asi roku 1606, Bílence zdědil.

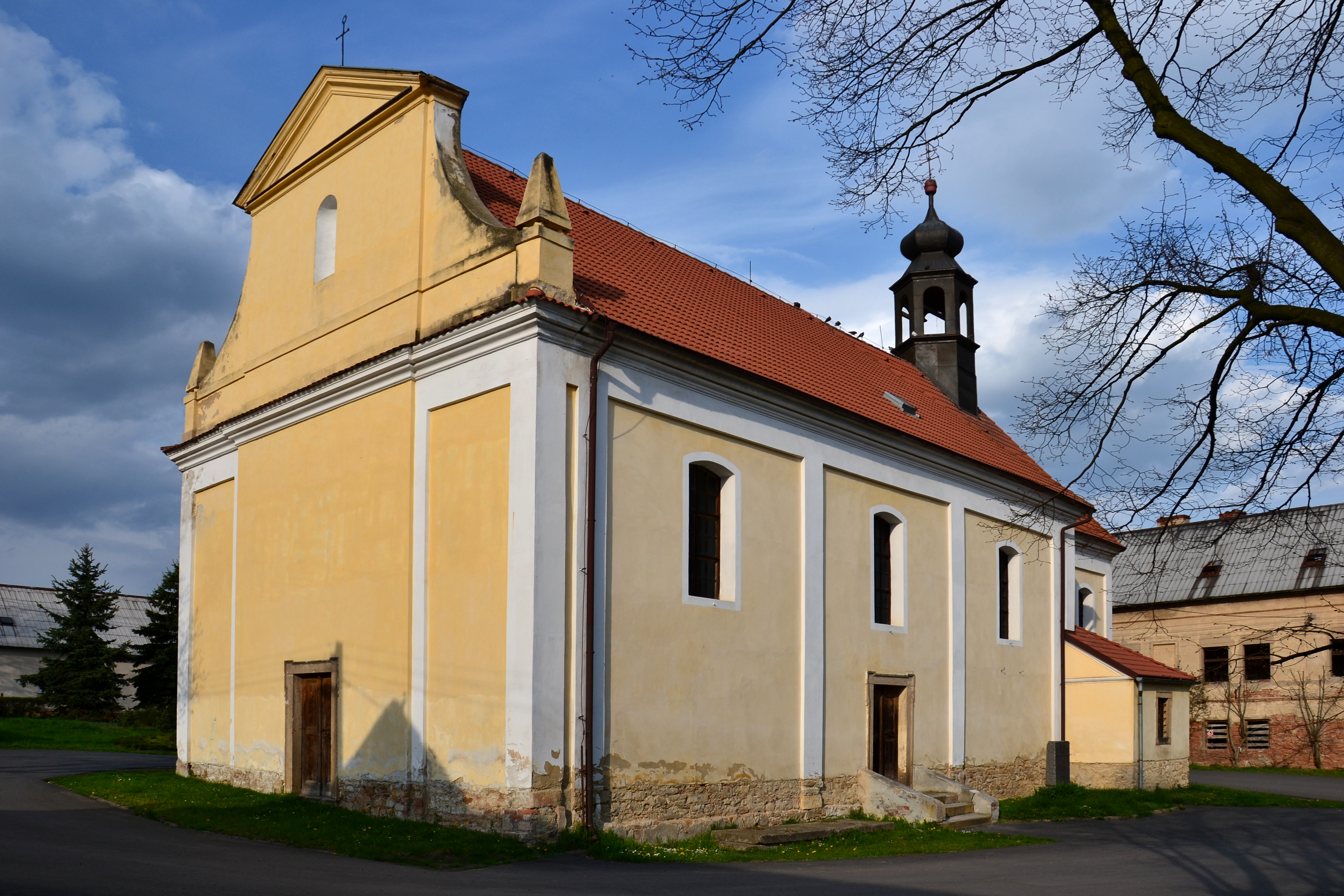
Kostel svatého Bartoloměje

Roku 1618 od něj statek koupil Asman (Erasmus) starší Štampach ze Štampachu za 18 000 kop míšeňských grošů a připojil jej k Hořeticím. Ve vesnici v té době převládalo protestantství. U kostela však stále působil katolický farář, kterým byl koncem šestnáctého století Zachariáš Fábera. Roku 1595 lovil holuby, přičemž jedna ze střel zapálila střechu stodoly v Přečaplech a tamní rozezlení obyvatelé faráře zabili.
Asman Štampach ze Štampachu se zúčastnil stavovského povstání v letech 1618–1620, za což byl roku 1622 odsouzen ke ztrátě majetku. Bílenecký statek v té době tvořila tvrz, dvůr a ves Bílence s poplatky ze Všestud a Voděrad. Navíc nezaplatil celou kupní cenu a o zbývající čtyři tisíce kop grošů se Hrobčičtí marně soudili ještě roku 1655. Roku 1623 zabavené statky Bílence, Hořetice a Žiželice koupil František Clary de Riva. O tři roky později je prodal Pavlovi Michnovi z Vacínova. Od roku 1629 patřily k Bílencům také Voděrady a roku 1637 je Václav Michna z Vacínova připojil k postoloprtskému panství.

### Po třicetileté válce

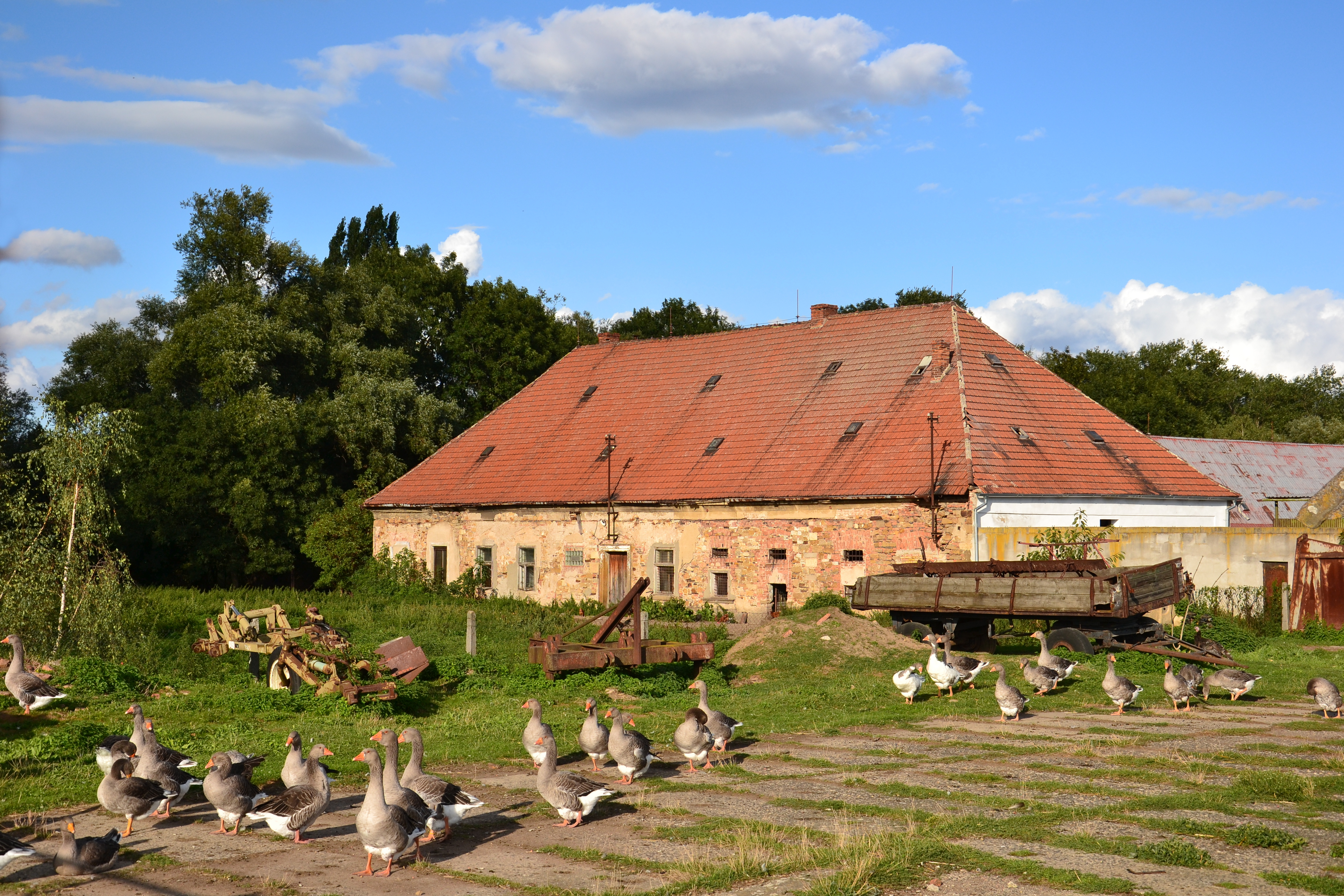
Bílenecký zámek

Během třicetileté války vesnice, vzhledem ke své poloze na hlavní cestě, trpěla průchody vojsk. Podle berní ruly z roku 1654 bylo 21 ze 39 usedlostí pustých. Obyvatelé měli osm potahů, 39 krav, šestnáct jalovic, dvacet ovcí, 27 prasat a dvě kozy. Na polích se pěstovala pšenice a žito. Bílenecká tvrz zpustla snad už na přelomu šestnáctého a sedmnáctého století.
U Postoloprt Bílence zůstaly jen do roku 1667, kdy byly odděleny jako samostatný statek, a o rok později byly připojeny k Záluží. Někdy v té době byl na místě bývalé tvrze nebo v jejím těsném sousedství postaven poplužní dvůr. V letech 1694–1704 byly správním centrem statku Bílence a Voděrady, ke kterému patřily i Hořetice a Žiželice. Po Michnech z Vacínova statek patřil Krakovským z Kolovrat, od nichž jej roku 1738 koupil kníže Jindřich Josef Auersperg, který ho připojil k Červenému hrádku. U něj vesnice zůstala až do zrušení poddanství. Auersperkové nechali v poslední třetině osmnáctého století ve dvoře postavit bílenecký zámek, ve kterém sídlila správa statku.
Podle tereziánského katastru z roku 1748 ve vsi žilo deset židovských rodin, které obchodovaly s peřím, plátnem, židovskýchm zbožím, sňůrkami, špatnými noži a dýmkami. Ve vsi byl panský mlýn s jedním kolem a působil zde učitel.
Roku 1813 vesnici negativně ovlivnily průchody vojsk související s napoleonskými válkami. V letech 1809–1857 ve vsi fungovala cihelna, ve které se vyrábělo sedm až osm tisíc cihel ročně. Roku 1866 Bílence opět postihly válečné události. Vojáci vracející se z prusko-rakouské války ve vsi rozšířili choleru, na níž údajně zemřelo 79 lidí. Od konce sedmdesátých let devatenáctého století byl u Bílenců v provozu hnědouhelný důl, ve kterém pracovali tři horníci. Patřil paní H. Sommerové a byl uzavřen už v dalším desetiletí. Od roku 1875 do vsi jednou denně docházeli poslové přespolní pošty z Údlic a o dva roky později byl založen sbor dobrovolných hasičů. Koncem devatenáctého století se plánovala výstavba železnice z Chomutova do Postoloprt, na které měly mít Bílence nákladní nádraží. Projekt však nebyl nikdy realizován.

### Dvacáté století

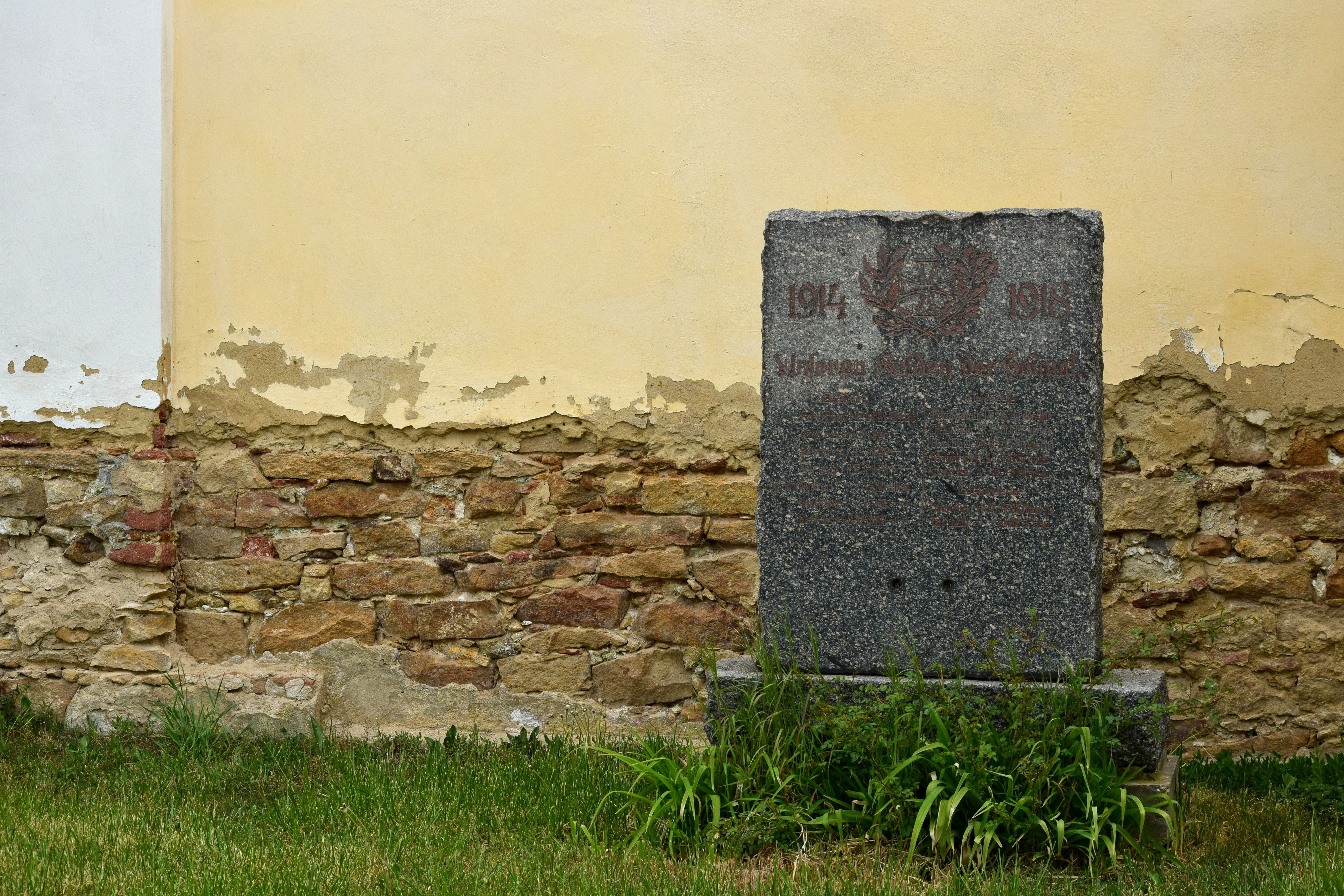
Pomník padlým v první světové válce

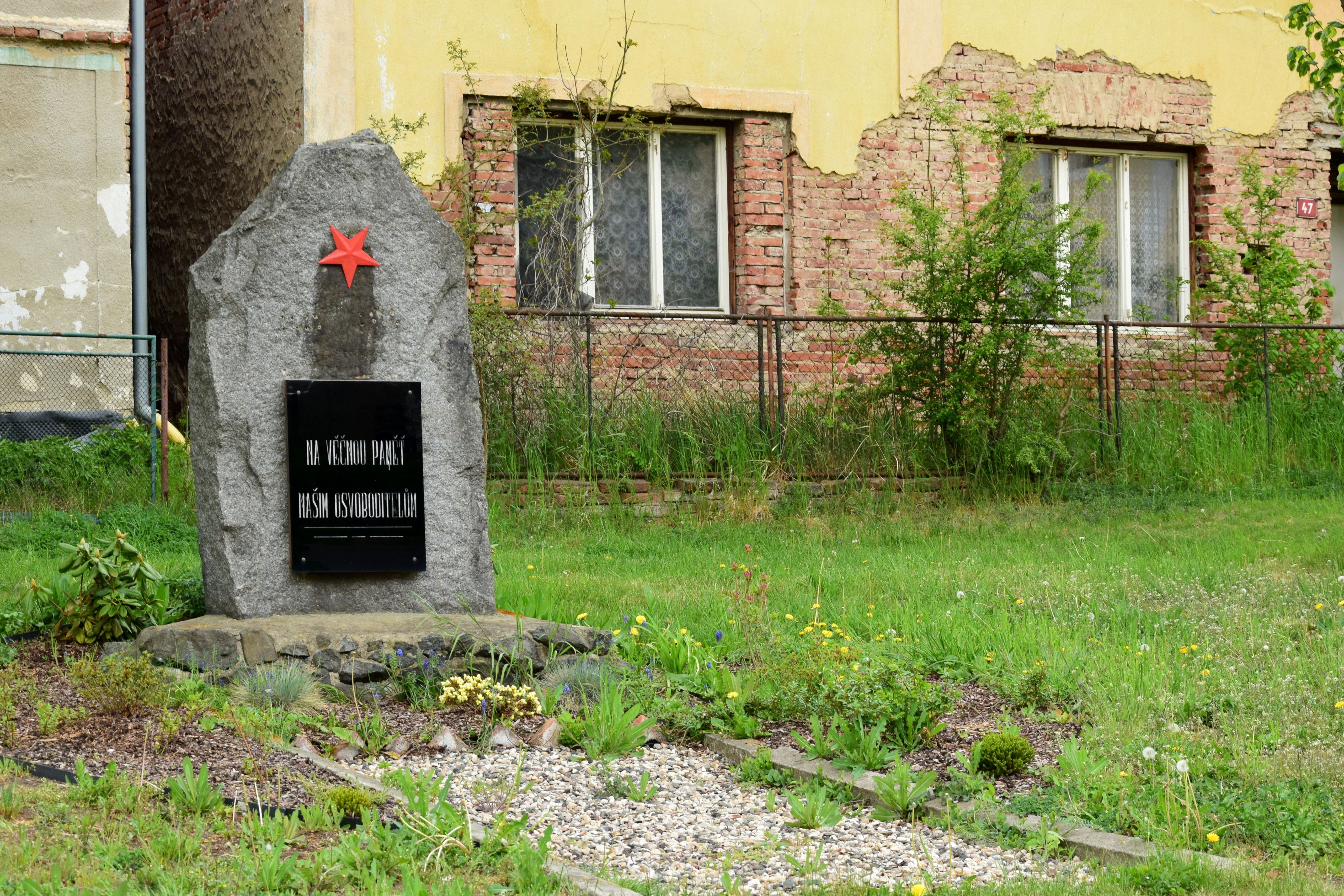
Pomník osvoboditelům

I přes rozvoj drobného průmyslu si vesnice uchovávala na počátku dvacátého století zemědělský charakter. Kromě obilí se pěstovala cukrová řepa, brambory a chmel. U vesnice bývaly čtyři rybníky a po první světové válce se rozšířilo sušení ovoce. Mlýn byl nejpozději koncem války uzavřen. Během války také padla část zdejších obyvatel, kterým byl roku 1937 u příležitosti šedesátého výročí od založení sboru dobrovolných hasičů odhalen pomník u kostela.
Před začátkem druhé světové války vesnice prosperovala. Kromě několika řemeslníků v ní byli dva holiči, čtyři obchody se smíšeným zbožím, dva řezníci, pekařství, hostinec s řeznictvím, restaurace a trafika. Po Mnichovské konferenci vesnici 9. a 10. října 1938 obsadilo německé vojsko. Od začátku roku 1945 do vsi přicházeli uprchlíci před postupující frontou. Rudá armáda sem dorazila 8. května 1945 těsně poté, co německé dělostřelecké jednotky ustoupily směrem k Lažanům. Během jara a léta roku 1946 byli vysídleni němečtí obyvatelé.
Jednotné zemědělské družstvo založené v padesátých letech dvacátého století bylo na počátku dalšího desetiletí zrušeno a převedeno na státní statek, u kterého roku 1973 vznikla tělocvičná jednota s fotbalovým oddílem. Zásobování pitnou vodou od roku 1967 zajišťuje vodovod napojený na údlický vodojem. Služby se po zavření školy omezily na jedinou prodejnu Jednoty, která se nacházela v budově bývalé synagogy. Fotbalový oddíl byl v osmdesátých letech převeden do Nezabylic a později zanikl. Zaniknout měly celé Bílence, protože se nacházely v místech, kde měla být zřízena Velemyšleveská výsypka. Z její realizace nakonec sešlo a obec se roku 1993 připojila k Programu obnovy vesnice, díky kterému se podařilo zrekonstruovat řadu objektů. V roce 2000 byl otevřen sportovní areál s antukovým tenisovým a volejbalovým hřištěm.

## Přírodní poměry

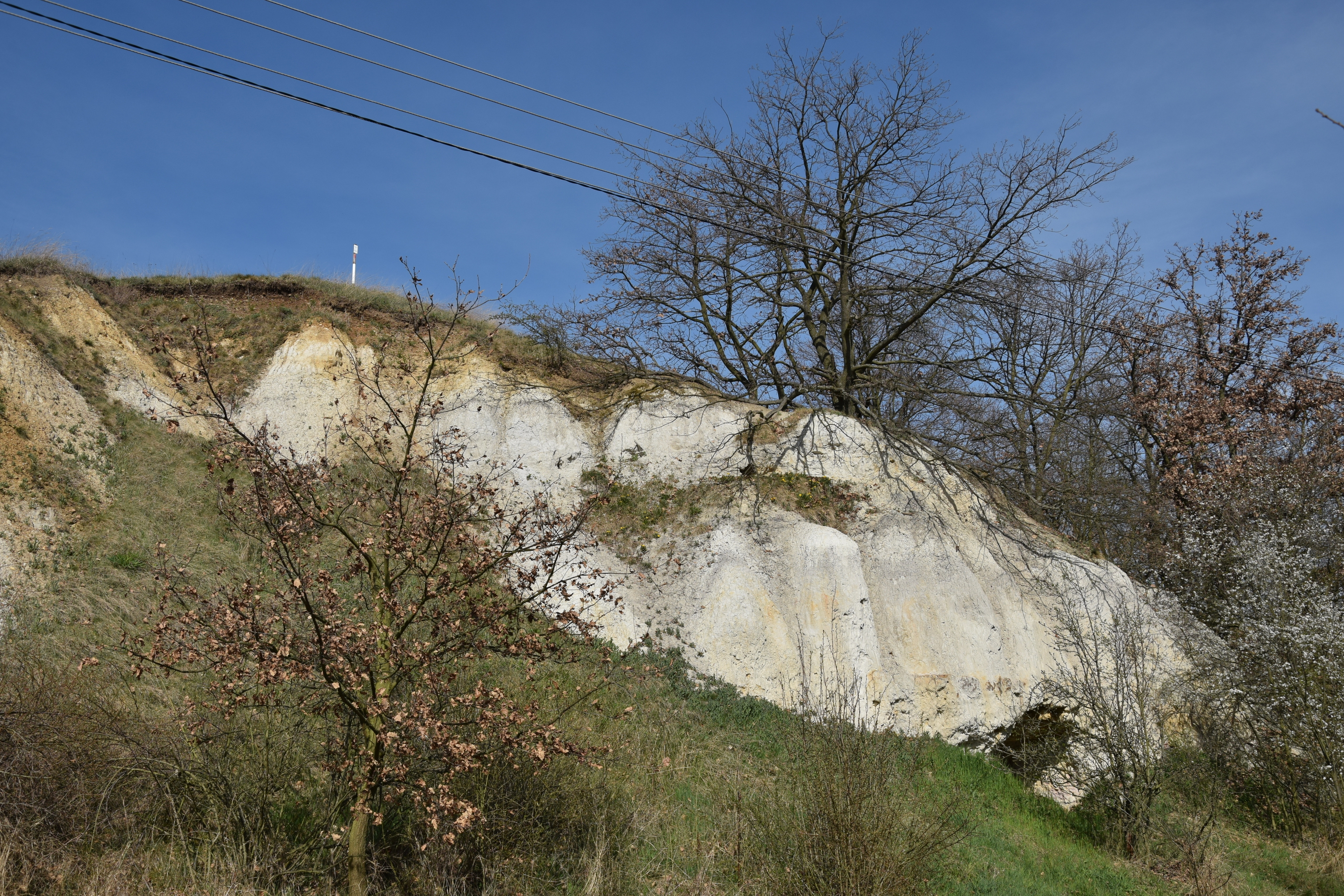
Odkryté sedimenty u silnice do Voděrad

Vesnice stojí asi 7,5 kilometru jihovýchodně od Chomutova v Ústeckém kraji v okrese Chomutov a náleží k obci s rozšířenou působností Chomutov. Správní území obce měří 12,73 km² a skládá se ze dvou katastrálních území: Bílence a Škrle. Samotné katastrální území Bílence měří 7,03 km² a stojí v něm také vesnice Voděrady.
Geologické podloží tvoří neogenní sedimenty: písky, štěrky a jíly, pod kterými jsou uložené hnědouhelné sloje. Většina oblasti se nachází v chráněném ložiskovém území Škrle s výskytem nežáruvzdorných keramických jílů. V geomorfologickém členění Česka oblast leží v Mostecké pánvi na rozhraní dvou podcelků. Hranice mezi nimi vede mezi Chomutovkou a silnicí Nezabylice–Velemyšleves. Oblast severně od ní patří do podcelku Chomutovsko-teplická pánev a okrsku Jirkovská pánev, zatímco krajina jižně od hranice spadá do Blažimské plošiny v Žatecké pánvi. Osou jižní poloviny území je údolí Chomutovky. Nejvyšším bodem je kóta s nadmořskou výškou 302 metrů v severovýchodní části katastrálního území. Nejnižší bod ve výšce okolo 250–255 metrů se nachází u řeky na východní hranici. V oblasti převládají dva půdní typy: na levém břehu řeky to je smonice modální na štěrcích, zatímco na pravém břehu převažuje černozem luvická, jejíž podloží tvoří spraše. Severně a severovýchodně od vesnice se vyskytuje také pelozem modální. Jediným vodním tokem je řeka Chomutovka.
V rámci Quittovy klasifikace podnebí se celé území nachází v teplé oblasti T2, pro kterou jsou typické průměrné teploty −2 až −3 °C v lednu a 18–19 °C v červenci. Roční úhrn srážek dosahuje 550–700 milimetrů, počet letních dnů je 50–60, počet mrazových dnů se pohybuje mezi 100–110 a sněhová pokrývka zde leží 40–50 dnů v roce.

## Obyvatelstvo
Při sčítání lidu v roce 1921 zde žilo 476 obyvatel (z toho 230 mužů), z nichž bylo 43 české a 425 německé národnosti a osm cizinců. Šestnáct jich byli židé, dva lidé byli bez vyznání, osm patřilo k evangelické a 450 k římskokatolické církvi. Podle sčítání lidu z roku 1930 ve vesnici žilo 72 Čechů, 444 Němců a tři cizinci. Kromě jednoho žida, sedmnácti evangelíků a čtyř lidí bez vyznání se hlásili k římskokatolické církvi.
|                                                                     | 1869 | 1880 | 1890 | 1900 | 1910 | 1921 | 1930 | 1950 | 1961 | 1970 | 1980 | 1991 | 2001 | 2011 | 2021 |
| ------------------------------------------------------------------- | ---- | ---- | ---- | ---- | ---- | ---- | ---- | ---- | ---- | ---- | ---- | ---- | ---- | ---- | ---- |
| Obyvatelé                                                           | 483  | 505  | 516  | 482  | 442  | 476  | 519  | 159  | 162  | 137  | 137  | 80   | 80   | 124  | 126  |
| Domy                                                                | 76   | 82   | 81   | 91   | 87   | 90   | 91   | 75   | 103  | 42   | 44   | 50   | 48   | 52   | 51   |
| Data z roku 1961 zahrnují i domy z místních částí Škrle a Voděrady. |      |      |      |      |      |      |      |      |      |      |      |      |      |      |      |

### Židovská komunita

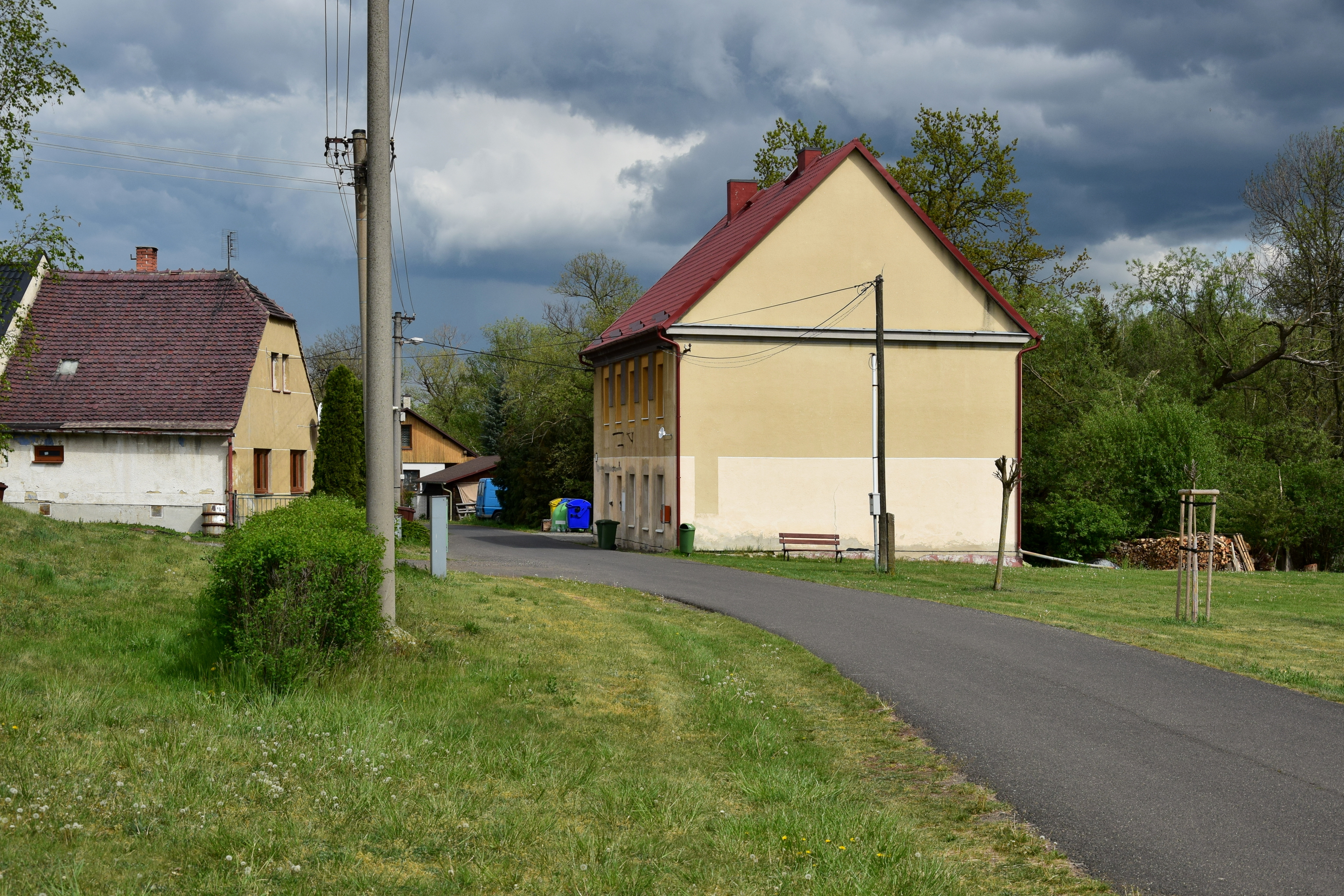
Dům, ve kterém bývala synagoga

Bílence měly nepřetržité židovské osídlení od počátku šestnáctého století až do roku 1938. Největšího rozmachu dosáhlo na počátku devatenáctého století, kdy zde žilo na osmdesát židovských rodin. Ve východní části obce existovalo židovské ghetto, které se nacházelo podél ulice vedoucí z návsi na východ. V polovině devatenáctého století čítalo na 23 domů, z nichž do dnes se dochovala zhruba polovina. V téže lokalitě byla v první polovině devatenáctého století postavena synagoga, která byla činná do dvacátých let dvacátého století. Poté byla využívána jako mateřská školka a ještě později, a to až do současnosti, jako obytný dům. V severní části obce se pak nachází židovský hřbitov z roku 1846, který byl během druhé světové války rozebrán a rozorán. Na počátku 21. století se několik náhrobních kamenů nachází povalených na nedaleké louce.

## Obecní správa a politika
Od zrušení poddanství v roce 1850 se Bílence staly samostatnou obcí, ke které nejpozději od sčítání lidu v roce 1869 patřila osada Voděrady, a od roku 1960 také Škrle.
Volby do obecního zastupitelstva roku 1933 se konaly 22. července v místním hostinci. Z patnácti členů zastupitelstva měla dva zástupce Česká agrární strana, čtyři Sudetoněmecká strana a zbývajících devět zastupovalo stranu Deutsche Landvolk.
V letech 1990–2014 byl starostou František Žák, od roku 2014 funkci vykonává Petra Kubániková.

## Doprava
Bílence se nachází severně od silnice třetí třídy č. 25116 z Nezabylic do Velemyšlevsi, na které se nachází zastávka autobusové linkové dopravy. Do samotné vesnice vede krátká silnice č. 25117, která pokračuje dále do Voděrad. Nejbližší železniční stanice jsou Hořetice na trati Lužná u Rakovníka – Chomutov vzdálené asi pět kilometrů. Chomutovské stanice na trati Chomutov–Cheb jsou asi osm kilometrů daleko. Jižní okraj vesnice míjí značená cyklotrasa č. 3034 z Chomutova do Března u Postoloprt.

## Školství

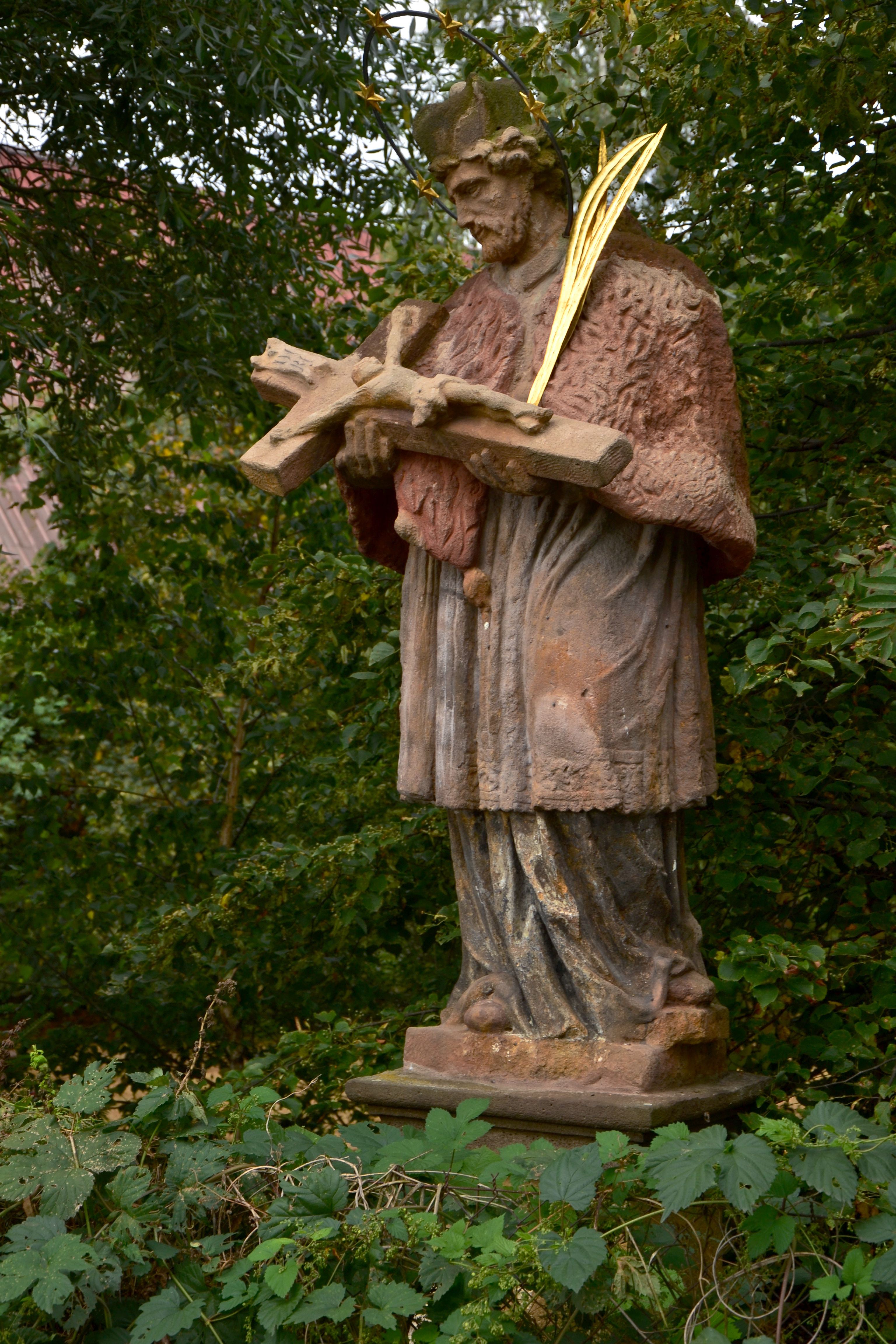
Socha svatého Jana Nepomuckého u bývalého poplužního dvora

Škola v Bílencích existovala nejméně od poloviny sedmnáctého století. V roce 1822 byla postavena nová školní budova, která nahradila nevyhovující prostory v malém domku, kde učitel bydlel přímo v učebně. Roku 1882 byla škola o patro zvýšena. Ve druhé polovině devatenáctého století ji navštěvovalo 80–130 žáků. Česká jednotřídní škola byla otevřena v roce 1937, kdy do ní chodilo čtrnáct žáků. Po druhé světové válce se škola otevřela 7. ledna 1946, kdy do ní začalo chodit 21 dětí z Bílenců, Voděrad a Škrle. V dalších letech byla rozšířena na dvoutřídní, ale roku 1978 byla uzavřena a v budově otevřel knihovnu a své kanceláře místní národní výbor.

## Pamětihodnosti
- Kostel svatého Bartoloměje na návsi byl ve druhé polovině patnáctého století postaven jako kaple Hrobčických z Hrobčic a v první polovině osmnáctého století barokně přestavěn.[34]
- Barokní zámek Bílence v areálu zemědělského dvora
- Socha svatého Jana Nepomuckého z poloviny osmnáctého století
- Synagoga v Bílencích
- Židovský hřbitov v Bílencích

## Osobnosti
Ve vsi se narodil Ernst Ferdinand Storch (1865–1938), advokát a dlouholetý chomutovský starosta.